# Монтоджо
Монтоджо (итал. Montoggio) — коммуна в Италии, располагается в регионе Лигурия, в провинции Генуя.
Население составляет 2095 человек (2008 г.), плотность населения составляет 45 чел./км². Занимает площадь 46 км². Почтовый индекс — 16026. Телефонный код — 010.
Покровителем коммуны почитается святой Иоанн Предтеча (San Giovanni Decollato), празднование в предпоследнее воскресение августа.

## Демография
Динамика населения:

## Города-побратимы
- Радомышль, Чехия (2006)
- Дзондза, Франция (2006)

## Администрация коммуны
- Официальный сайт: http://www.comune.montoggio.ge.it/